# Essonnes

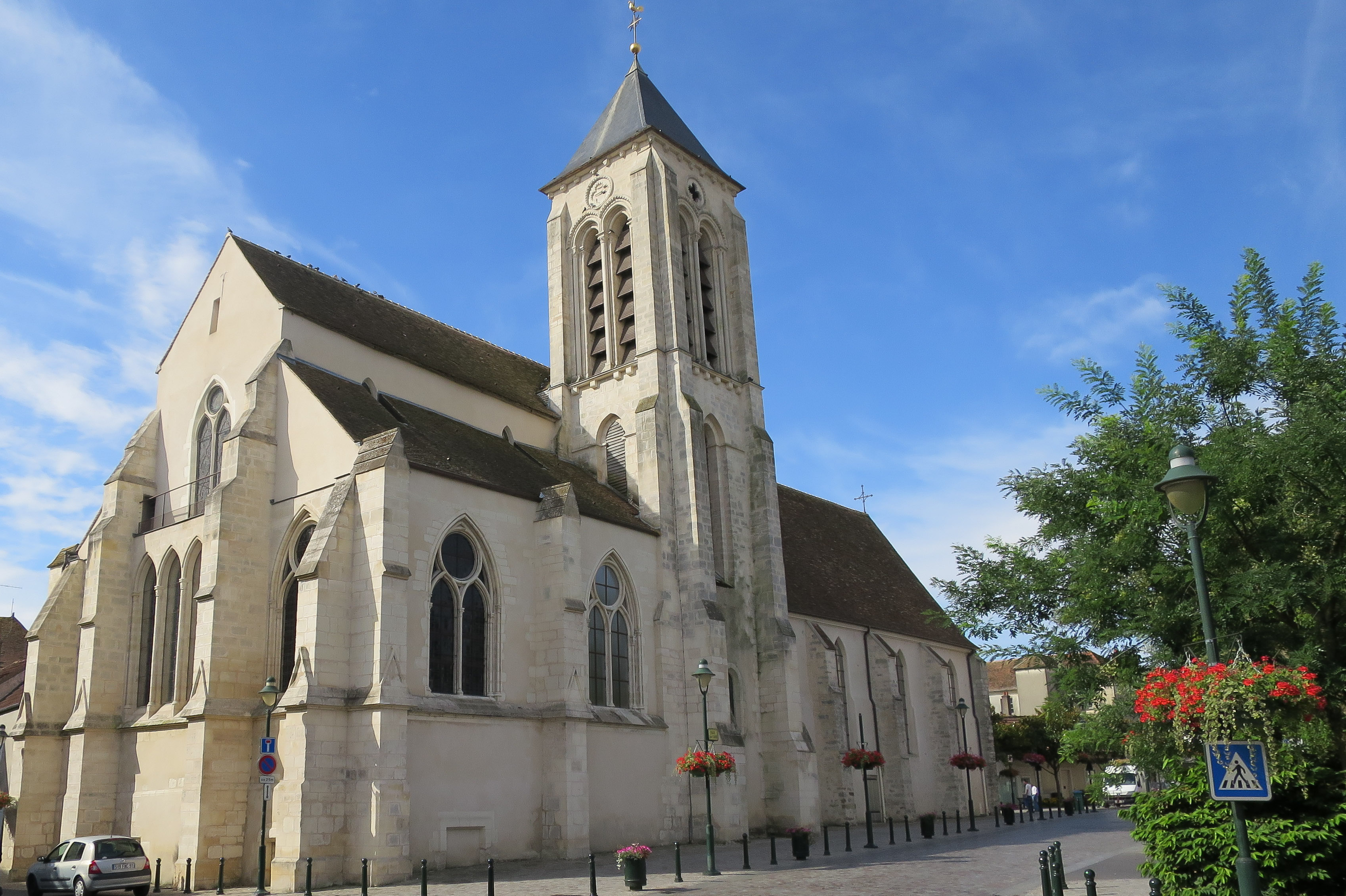
Kerk Saint-Étienne

Essonnes is een voormalige Franse gemeente. In 1951 fuseerden Corbeil-sur-Seine en Essonnes om de gemeente Corbeil-Essonnes te vormen.
Essonnes is genoemd naar de rivier Essonne. In de Gallo-Romeinse periode was het een halteplaats bij die rivier (Exona) op de weg tussen Parijs (Lutetia) en Sens (Agedincum). Vanaf de 10e eeuw werd Essonnes overvleugeld door het nabijgelegen Corbeil, waar een belangrijke brug over de Seine was. De kerk Saint-Étienne van Essonnes werd gebouwd in de 12e eeuw (toren) en de 13e eeuw (schip). In de 19e eeuw kwam er industrie in Essonnes, waaronder papierfabrieken.